# Holmtjärnen (Bollnäs socken, Hälsingland)
Holmtjärnen är en sjö i Bollnäs kommun i Hälsingland och ingår i Ljusnans huvudavrinningsområde. Sjön har en area på 0,0669 kvadratkilometer och ligger 341,3 meter över havet. Sjön avvattnas av vattendraget Blecksjöån.

## Delavrinningsområde
Holmtjärnen ingår i det delavrinningsområde (678604-152159) som SMHI kallar för Ovan 678727-152001. Medelhöjden är 334 meter över havet och ytan är 5,08 kvadratkilometer. Det finns inga avrinningsområden uppströms utan avrinningsområdet är högsta punkten. Blecksjöån som avvattnar avrinningsområdet har biflödesordning 4, vilket innebär att vattnet flödar genom totalt 4 vattendrag innan det når havet efter 83 kilometer. Avrinningsområdet består mestadels av skog (88 procent). Avrinningsområdet har 0,16 kvadratkilometer vattenytor vilket ger det en sjöprocent på 3,2 procent.